# 田中咲葉良
田中咲葉良（1997年2月9日 - ）は、日本の歌手・鑑定師。父方の曽祖父がロシア人、母方の曽祖父が中国人と、中国とロシアの血を8分の1受け継ぐいわゆるワンエイス。愛称は「唄う巫女ちゃん」。

## 来歴
愛媛県松山市に出生。両親から「世界の人々から名前を覚えてもらえるような子になってほしい」とサハラ砂漠から名前をいただく。兄はナイル。
2005年（小学2年生当時）、家族でボーイスカウトに入隊し4年間奉仕活動に育む。同時に2006年（小学3年生当時）、母の勧めにより地元のプロダクションに所属して演劇を始め、2008年（小学6年生当時）、スカウトを受けアイフルホームのTVCMにて地上波デビューを果たす。
ウィリアム・シェイクスピアによる喜劇『から騒ぎ』に出演した2010年（中学2年生当時）、愛媛県松山市内在住の村瀬隆久監督からスカウトを受け、同年9月愛媛県を舞台とした映画『恋しちゃったんだ、多分…。ウソ』にW主演として出演し、10代の揺れ動く思いや成長を繊細に演じきった。その後、ひめキュンフルーツ缶の研修生チームひなきゅんフルーツ缶として活動を始める。
2011年（中学3年生当時）、高校受験のためグループを卒業し、父の母校である愛媛県立松山商業高等学校に入学。高校野球を応援したいとバトン部に入部する。
2012年（高校1年生当時）、友人のお誘いを受けて応募した愛媛の農業アイドル愛の葉GirlsにMVP合格し、同年12月にデビュー。 【歌って】【踊って】【耕す】農業発信ガールズユニットとして自らが農園に入り土と向き合うことで農業を知らない世代にも関心を届け、泥ん子普及でイジメ撲滅をも目標に掲げて活動を行う。2015年7月22日に誕生した宇和島市を拠点に南予の魅力、観光特産品を全国へ発信する『愛の葉〜宇和島牛鬼ガールズ』略して『uuガールズ』では総合ディレクションを務め上げ、後に愛の葉グループ全体のエース兼副リーダーとして総勢約20名を牽引し、統括ディレクターとしても活躍。
2016年、グループの卒業と共に上京し、フレッシュハーツで本格的に女優業をスタートさせる。
2019年、病により芸能活動を一時お休みするも、2021年より占い師として復活。ほんわかとした癒し系の人柄と相談者をあたたかく包み込むようなアドバイスにリピーターが続出し、デビューして約半年でオンライン対面占い『占占』のサイトにて人気No. 1霊視鑑定師に任命される。
2022年、ソロアーティストとしての活動を開始。

## 出演

### TV
- チャンネル4(南海放送、2010年8月26日)
- まる生金曜日(テレビ愛媛、2010年8月27日)
- 目撃！日本列島 〜輝く自分になりたい ご当地アイドルの青春〜(NHK総合、2013年10月12日)
- つながるワイドほ〜なん。(テレビ愛媛、2015年11月20日)
- おぎやはぎの愛車遍歴 東京モーターショー2017特集(BS日テレ、2017年12月2日)
- ヒルナンデス! 和牛がパンをつくるンデス!(日本テレビ、2018年9月5日)
- お願い！ランキング ブンボーグ009(テレビ朝日、2019年6月4日、6月12日)

### ラジオ
- レギュラー
  - 愛の葉ガールズのおやさい☆れでぃお(FMラヂオバリバリ、2013年10月6日−)
- 単発出演
  - JOAF！らくさぶろうのモーニングおん(南海放送ラジオ、2010年8月26日)
  - 宙弥・岡田の勉強します！(南海放送ラジオ、2010年8月29日)
  - カモ☆れでぃ★FM(FM愛媛、2010年8月31日)
  - ニンジニアネットワークNEXT HEROES from EHIME(FM愛媛、2013年1月5日)
  - 巨大地震〜その時あなたは〜(NHKラジオ第1、2013年2月23日)
  - カモ☆れでぃ★Night!(FM愛媛、2015年6月23日、12月22日)
  - 友近ママの魔法の引き出し(南海放送ラジオ、2015年7月20日)

### テレビドラマ
- アイフルホーム(2008年-)
- ナカフードサービス(2015年7月5日−)[9]
- 美人時計(2015年7月15日−)[10]
- 新！8×4(2017年2月25日−)
- 1up(2017年8月23日−)

### 雑誌
- フリーマガジン『bit』(2010年9月10日)
- 『月刊愛媛こまち』「街ニュース！」(2010年9月号)
- 『食のフルーペーパー』Oic:matsuyama(おいしいまつやま)vol13.(2013年2月号)
- 総合情報誌『Wedge』(2015年1月号)[11]
- 『まっぷるご当地アイドル』(昭文社)
- 『BOMB』(学研、2016年8月号)

### ドラマ
- 深層捜査(テレビ朝日、2017年3月11日) −星野真理子 役[12][13]
- ウルトラマンジード(テレビ東京、2017年8月12日) −第6話:伊賀栗レイトの同僚 役[14]
- 深層捜査2(テレビ朝日、2017年11月12日)[15][16]
- 深層捜査スペシャル(テレビ朝日、2019年8月25日)[17]

### 映画
- 恋しちゃったんだ、多分…。ウソ(2010年10月16日公開) −W主演・砂原美海 役 [18]
- 癒しのこころみ〜自分を好きになる方法〜(2020年7月3日公開)[19]

### ショー
- 関西コレクション2019(2019年) −ANAP

### イベント
- CEATEC JAPAN2017 Panasonicブース(2017年)
- 東京モーターショー2017 ISUZUブース(2017年)

### ネットシネマ
- ネ申−KAMI− -女子高生役※最優秀作品賞・女優賞受賞[20][21][22]
- じゅエリー −主演・芦沢えり 役[23][24][25][26]
- あなうめて！ −宮川みき役[27][28]
- 苅羽家の長い一日 −主演・苅羽玲美 役[29][30]

### 舞台
- 永遠の夏休み〜虚無のまちで〜 −リボン役
- メディア
- 千年さくら −成瀬つぐみ役
- から騒ぎ

### 書籍
- 『農業ラヴストーリー』(文芸社、2015年5月1日 ISBN 978-4286155494)※愛の葉ガールズをモデルにした小説。著者:エノシン

### ミュージックビデオ
- 「虹色マジック」(愛の葉ガールズ、2013年8月10日発売)[31]
- 「私立人狼学園」(BABYWOLF、2018年9月15日リリース)[32]

### インターネット
- アスリート応援番組「アスラジ★」(Cwave、2015年3月4日)